# Silazak u podzemlje
Silazak u podzemlje (katabaza, starogrčki: κατάβασις, od κατὰ "dole” i βαίνω "ići”)  je komparativnomitološki mitem prisutan u različitim religijama diljem svijeta, uključujući kršćanstvo. Heroj ili božanstvo gornjeg svijeta putuje u donji ili podzemni svijet odnosno u zemlju umrlih te se vraća, često s traženim predmetom, voljenom osobom ili uzvišenim znanjem. Sposobnost da još za života uđe u carstvo umrlih te se odande vrati, dokaz je da klasični heroj posjeduje izniman status veći od smrtnika. Božanstvo koje se vraća iz podzemlja, demonstrira eshatološke teme poput cikličke naravi vremena i egzistencije ili pobjede nad smrću i mogućnosti besmrtnosti.

## Katabaza
Jedno značenje katabaze (hrv. silazak, povratak) jest epska konvencija herojeva putovanja u podzemni svijet. Primjerice, u grčkoj mitologiji Orfej ulazi u podzemlje da bi vratio Euridiku u svijet živih.
Većina se katabazâ zbiva u nadnaravnu svijetu poput hada ili pakla. Tako se u Nekiji, jedanaestoj knjizi Odiseje, opisuje Odisejev silazak u podzemlje. No katabaza se može odnositi i na putovanje kroz druge distopijske predjele poput onih na koje Odisej nailazi tijekom svojeg 20-godišnjeg putovanja iz Troje natrag na Itaku. Pilar Serrano dopušta upotrebu pojma katabaza za obuhvat kratkih ili kroničnih boravaka u podzemlju, uključujući ovdje i Lazara te Kastora i Poluksa.

## Mitološki likovi
Mitološki likovi koji posjećuju podzemlje jesu:
Starosumerski:
- Enkidu, na pločici Epa o Gilgamešu, obično se smatra kasnijim dodatkom priči
- Gilgameš, silazi u podzemlje da bi susreo Utnapištima tijekom potrage za besmrtnošću
- Inana, silazi u podzemlje s darovima da bi prošla kroz sedam vrata podzemlja

Staroegipatski

- Oziris, egipatski bog (vidi još egipatska Knjiga mrtvih)
- Merire, mađioničar iz Vandierova papirusa (Posener, 1985.)

Starogrčki i starorimski:
- Adonis/Tamuz, oplakuje ga i potom spašava njegova družica/majka Afrodita/Inana/Ištar
- Dioniz, bog koji spašava Semelu iz hada[3] i ponovo u svojoj ulozi kao patron kazališta
- Heraklo, za svoj dvanaesti posao pri kojem također spašava Tezeja
- Hermo, bog koji iz hada spašava Perzefonu
- Orfej, da bi iz hada spasio Euridiku
- Perzefona i Demetra
- Psiha
- Odisej
- Eneja, da bi razgovarao sa svojim ocem u Enejidi
- Tezej i Piritoj, pokušavaju oteti Perzefonu; u tome ne uspijevaju, a jedino Tezeja spašava Heraklo

Judeokršćanski
- Isus, tijekom silaska nad pakao
- Dante, u Božanstvenoj komediji: Paklu
- Isus, u Pistis Sofiji

Nordijski i finski:
- Odin
- Baldr
- Hermod
- Helreið Brynhildar
- Lemminkäinenovo spašavanje iz Tuonele koje poduzima njegova majka

Velški
- Pwyllov silazak u Annwn u velškom Mabinogionu
- Preiddeu Annwfn, ekspedicija kralja Arthura u Annwfn po pripovijesti iz Taliesinove knjige

Ostali

- japanska mitologija: Izanagi i Izanami u Yomi
- majanska mitologija: Hunahpu and Xbalanque, majanski herojski blizanci
- mahajanski budizam: silazak bodhisatve Kuan Jin u područje nalik paklu nakon što je u samilosti preuzela lošu karmu svojeg krvnika
- vedska religija: Ušas (zora) oslobođena je iz Vale uz pomoć Indre
- hinduizam: car Judhišthira silazi u Naraku
- olonska mitologija (američkodomorodačka): Kaknu se bori s Tijelom Kamena
- jorupska mitologija: Obatala, ustajući i umirući bog Ile Ifea, kulturnog centra Joruba
- mongolska mitologija: Gesar-kan pokreće invaziju na carstvo Erlik da bi spasio dušu svoje majke.